# Constantin Nikolski
Pour les articles homonymes, voir Nikolski.
Constantin Nikolaïévitch Nikolski (en russe : Константин Николаевич Никольский), né le 1er février 1951 à Moscou, est un musicien de rock russe, chanteur, guitariste et compositeur. Il est connu pour sa participation à différents groupes parmi lesquels Les Fleurs (en russe : Цветы), Festival (en russe : Фестиваль) ou Résurrection (en russe : Воскресение), et pour sa carrière solo. Nikolski, dont le timbre de voix est reconnaissable entre tous, est appelé « la voix d'une génération ».

## Biographie

### Les débuts
Constantin Nikolaïévitch Nikolski nait le 1er février 1951 à Moscou, de parents scientifiques. Il apprend la guitare à 12 ans, au Palais de la culture Valeri Tchkalov. Passionné par cet instrument, il assemble sa propre guitare à l'aide d'une règle logarithmique. Celle que lui offre son père comporte sept cordes :

« Une guitare à sept cordes, sombre, à 7,50 roubles. Quand j'avais 11 ou 12 ans, nous l'avons achetée avec mon père – il m'a aidé à la choisir – dans la rue Neglinnaïa, une boutique qui faisait le coin. Au camp des jeunes pionniers, elle est tombée à l'eau, puis a séché, s'est brisée, et a fini au feu. Chez les pionniers, tout partait en flammes car nous jouions tous au feu... »

— Constantin Nikolski.
À l'âge de 15 ans, il devient la guitare rythmique des Croisés (en russe : Крестоносцы), groupe moscovite formé depuis peu, mené par le batteur Alexandre « Alik » Sikorski et dont le répertoire se compose essentiellement de reprises des Beatles ou des Rolling Stones. Nikolski et Sikorski s'entendent très bien et partagent les mêmes goûts musicaux : ils écoutent aussi des groupes comme The Searchers, The Mamas and the Papas, les Bee Gees, etc.
Accompagnés des frères Laktionov – fils du peintre Sergueï Laktionov – Sikorski et Nikolski forment les Atlantes (en russe : Атланты), groupe qui inspirera le jeune Andreï Makarevitch pour créer Machina Vremeni. Bientôt Nikolski écrit ses premières chansons Tu es une gentille jeune fille (en russe : Ты девчонка хорошенькая), Aliona (en russe : Алёна), J'ai pensé à beaucoup de choses différentes (en russe : Я думал о многом и разном), et, très important, les Atlantes chantent en russe.
Nikolski obtient son baccalauréat physique et mathématique en 1969. Son frère sera, lui, mathématicien. Il interrompt ses études pour effectuer son service militaire. Les musiciens des Atlantes suivent alors leurs chemins respectifs : le guitariste principal et le bassiste, inscrits à l'institut de médecine, jouent dans le groupe de l'université, et les membres restants forment le groupe des Éclats de Sikorski (en russe : Осколки Сикорского).
Alors qu'il effectue son service en Ukraine dans les forces de défense antiaérienne, Nikolski compose l'une de ses chansons les plus célèbres Le Musicien (en russe : Музыкант), initialement titrée Le Musicien de Venise. Il écrit deux autres chansons, la première antimilitariste Tu voulais voir le monde (en russe : Ты хотел увидеть мир) et la seconde plus patriotique Russie. De retour dans la bande de Sikorski, c'est l'hymne antimilitariste qui, de façon surprenante, connait le plus vif succès :

« [...] le lendemain j'ai décidé d'écouter l'enregistrement du concert, j'ai été frappé par l'expression frénétique de la chanson Tu voulais voir le monde [...] ainsi que par les rugissements du public. J'avais l'impression d'écouter la retransmission radio d'un concert de Jimi Hendrix [...] mais pas un groupe soviétique. »

— Alexandre Sikorski.

### Les années 1970: les groupes Les Fleurs et Festival
Son service militaire terminé, Nikolski reprend les études et obtient son diplôme d'ingénieur du son. Il travaille alors à la radiotélévision d'État. Il se produit toujours avec les Éclats de Sikorski, rebaptisés Heureuse famille (en russe : Счастливое семейство), et écrit de nouvelles chansons. Pris de passion pour un recueil de poèmes français, dans la traduction d'Ilya Ehrenbourg, il en tire deux chansons Les Quatre arbres (en russe : Четыре дерева), provenant de vers folkloriques, et La Voix (en russe : Голос), d'après un poème de Henri de Régnier.
En 1974, Nikolski devient la guitare rythmique du groupe des Fleurs (en russe : Цветы), du chanteur et étudiant en philologie à l'Université d'État de Moscou, Stas Namine. Après la sortie de deux chansons, les Fleurs collaborent avec l'orchestre philharmonique de Moscou. Le rythme de travail imposé par la philharmonie – le groupe délivre jusqu'à trois concerts par jour, dans les stades, les palais des sports – leur permet de gagner beaucoup d'argent, mais empêche toute activité créative. Namine exprime son mécontentement auprès de la société philharmonique, et finit par entrer en conflit avec l'administration de l'institution. C'est finalement le ministère de la Culture qui règle le différend : le groupe des Fleurs est interdit, accusé de faire la « propagande de l'idéologie occidentale et des idées hippies », quant à son nom, propriété de la philharmonie, il ne peut être utilisé par les membres du groupe.
Libre, Nikolski est invité par Iouri Antonov à rejoindre son ensemble, Magistral (en russe : Магистраль). Mais après une faute commise en concert, la lumière vive d'un projecteur l'ayant ébloui durant son solo, il est congédié.

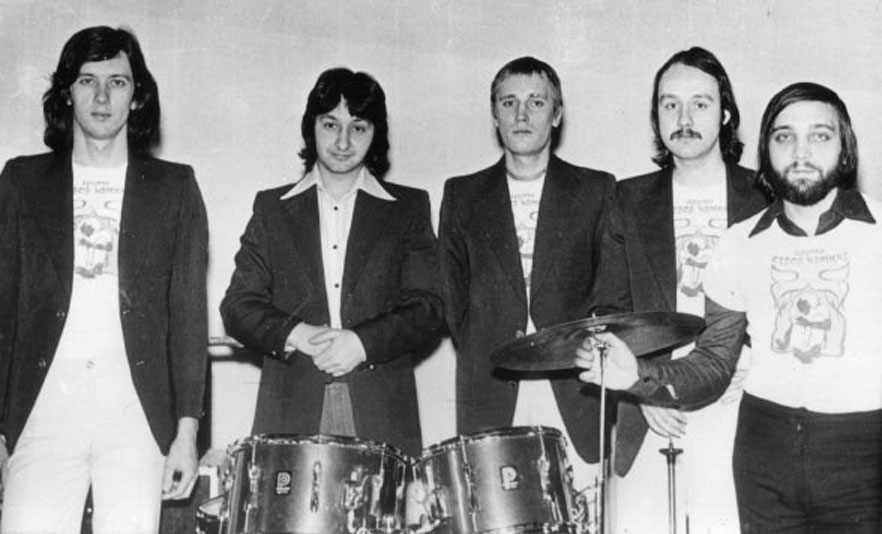
Le Groupe Stas Namine. De gauche à droite : Constantin Nikolski, Stas Namine, Vladimir Sakharov, Alik Mikoïan et Iouri Fokine (1976).

Le musicien retrouve vite un groupe. Stas Namine, à la suite des déboires précédemment vécus avec les autorités culturelles, crée une formation à son nom : le Groupe Stas Namine, dont Nikolski devient le guitariste principal. Leur premier disque sort en 1977, et le titre phare, Le vieux piano (en russe : Старый рояль), interprété par Nikolski et Alexandre Slizounov, pianiste et ancien membre des Fleurs, devient un tube. L'éditeur bulgare Balkanton le classe dans son Top 10 des chansons de l'année, parmi les succès d'Adriano Celentano, de Donna Summer et de Hotel California des Eagles.
En 1978, le batteur du groupe, Iouri Fokine, quitte la formation et émigre aux États-Unis. Nikolski reprend un moment sa chanson, L'Oiseau de nuit (en russe : Ночная птица), avant de lui aussi quitter le groupe à la suite d'un différend avec Stas Namine, les disques enregistrés ne contenant que les chansons de ce dernier.
Nikolski rejoint le groupe Festival (en russe : Фестиваль) au sein duquel il peut interpréter et enregistrer ses propres compositions, connues et moins connues : Un Chanteur heureux (en russe : Счастлив певец), Ne Sois pas triste (en russe : Не грусти), Au revoir, cher ami (en russe : До свиданья, милый друг). Il en est de même pour les autres solistes du groupe, Pavel Bogouche et Marc Aïzikovitch. Son fondateur, le compositeur Maxime Dounaïevski, met également le groupe à contribution pour la réalisation de thèmes musicaux de productions cinématographiques telles D'Artagnan et les Trois Mousquetaires ou Ah, Vaudeville, Vaudeville... (en russe : Ах, водевиль, водевиль...), et d'autres.
Durant sa période au sein du groupe Festival, Nikolski suit en parallèle les cours de l'École musicale d'État Gnessine.

### Résurrection
Constantin Nikolski est un temps approché par des membres de Machina Vremeni, formation alors en proie à d'incessantes querelles. Leur leader, Andreï Makarevitch, se méfie des nouveaux venus, surtout quand ils sont talentueux. Nikolski enregistre plusieurs de ses anciennes chansons avec eux avant de finalement décliner leur offre de collaboration.
Le groupe Résurrection (en russe : Воскресение) apparaît en 1979. Andreï Sapounov, brillant chanteur et ancien membre du Groupe Stas Namine, rejoint par les musiciens de Machina Vremeni qui ont enregistré les chansons de Nikolski, décide d'inclure ces morceaux dans le premier album du groupe, sans l'accord de Nikolski qui ne fait pas partie de la formation. Il est trop tard pour retirer les chansons de Nikolski, des versions pirates circulent déjà :

« Lorsque nous avons enregistré le premier album, il restait de la place pour ajouter d'autres chansons. Et, à mon avis, Andriouchka Sapounov nous l'a amené et il a chanté. Alors Constantin a commencé à « se libérer ». Et quand le premier enregistrement du disque a fuité, Kostia a rejoint Résurrection, l'affaire finie. S'il ne nous avait pas rejoint, il aurait été oublié de tous depuis longtemps. Nous n'avons jamais été particulièrement amis. »

— Evguéni Margoulis, membre de Résurrection.

« Mes chansons étaient célèbres à Moscou avant que n'existe Résurrection. Résurrection a fait son apparition dans les années quatre-vingt tandis que l'on jouait mes chansons sur les pistes de danses dès les années 70, elles étaient célèbres. Différents groupes les ont interprétées, tels les Arax. Ils m'ont demandé puis pris mes créations... Ensuite ils ont été invités quelques fois à jouer pour le KGB, dans un club de la Loubianka (la première fois, pour les Jeux olympiques à Moscou). »

— Constantin Nikolski.
En 1980, Nikolski et Sapounov ont failli travailler sur l'opéra-rock L'Étoile et la mort de Joaquín Murieta (en russe : Звезда и смерть Хоакина Мурьеты), au théâtre du Komsomol de Lénine, opéra-rock adapté de la pièce de Pablo Neruda, Splendeur et mort de Joaquin Murieta. Ils auraient remplacé le groupe Arax.
La formation initiale de Résurrection disparaît à l'automne 1980. Son seul véritable succès est le titre d'Alexeï Romanov À qui la faute ? (en russe : Кто виноват?), bien classé dans le hit-parade du Moskovski Komsomolets.
Si le groupe renaît de ses cendres, en novembre 1980, c'est grâce aux efforts de Nikolski qui le façonne à sa main. Les autres membres sont Andreï Sapounov à la guitare basse, Mikhaïl Cheviakov à la batterie et Alexeï Romanov à la guitare. À la suite de sa formation à l'école Gnessine, Nikolski est le seul musicien accompli du groupe, avec une solide maîtrise de son art. Il s'impose naturellement comme leader de la formation. Sous son impulsion le travail des musiciens devient plus professionnel, imposant une véritable discipline et instaurant des répétitions. Le son obtenu est alors totalement différent, plus intense et plus net. Le groupe donne ses premiers concerts, et, le 10 juin 1981, le premier album est enregistré, intitulé Résurrection 2. Il contient notamment les titres Dans mon âme, le limon du mal (en russe : В моей душе осадок зла), Résurrection (en russe : Воскресенье) et Regard sur le passé (en russe : Один взгляд назад) chanson de Sapounov. Le titre phare Résurrection, écrit par Nikolski en 1978-1979, est celui par lequel débutent généralement les concerts. À cette époque, Nikolski s'éloigne de l'influence de Santana et se passionne pour le groupe Dire Straits, dont de nombreuses compositions empruntent aux rythmes reggae.
À la suite d'une affaire de financement illégal – le département régional des affaires intérieures, à Moscou, soupçonne les membres du groupe de recevoir de l'argent du Komsomol et d'organisations syndicales – Romanov et l'ingénieur du son Alexandre « Artiom » Aroutiounov sont arrêtés et perquisitionnés. L'original de l'album Résurrection 2 est confisqué et enfermé dans un coffre-fort de la police, rue Belinski. Aroutiounov est finalement autorisé à le récupérer, en échange de nombreuses bobines de films qu'il remet aux autorités audiovisuelles pour lesquelles il travaillait.
Au début des années 1990, la maison de disque russe Feelee souhaite ressortir l'album Résurrection 2 en disque vinyle. Elle obtient l'original conservé par Aroutiounov, mais, l'enregistrement de 1981 est de si piètre qualité que Nikolski est obligé de rejouer tous les solos de guitare. Pour le morceau Regard sur le passé, il publie apparemment le meilleur riff de basse de l'histoire du rock russe.
Résurrection n'entre pas dans le Top 10 des meilleurs groupes de rock mais ses chansons rencontreront le succès à la dissolution du groupe, lorsqu'Alexeï Romanov et l'ancien guitariste des Arax, Vadim Goloutvine, créeront le groupe plus tard connu sous le nom de SV. L'un des derniers concerts de Résurrection a lieu semi-légalement le 28 mars 1982 à la maison de la Culture MecTech, près de la station de métro Novoslobodskaïa. Le disque tiré du concert est publié en 1994 par le label D.L.LOTA.

### Le Miroir du monde
« En 1982, ils ont reçu le programme du groupe Festival, auquel j'ai appartenu, pour se produire au village olympique. Il y avait une instruction : ne prenez pas les chansons de Nikolski, sinon nous n'acceptons pas le programme. Et les chansons écrites attendaient déjà leur heure. Voilà à quelles difficultés j'étais confronté. »

— Constantin Nikolski.
Après la fin de Résurrection, Nikolski rejoue avec le groupe Festival avec lequel il enregistre un petit album en 1984. Si sa formation à l'école Gnessine s'est bien passée, il se remémore les années antérieures, quand il était membre du groupe des Fleurs :

« En 1974, Stasik Namine nous a tous envoyés, tout le groupe des Fleurs, à l'École de musique de Tsarytsine. Nous sommes arrivés, je suis entré en cours et la première chose que l'enseignant ait dite est : « Il n'y a que deux guitaristes au monde : McLaughlin et George Benson. » Je demande : « Et c'est tout, personne d'autre ? » « Personne d'autre. » Je n’y suis plus retourné... »

— Constantin Nikolski.
La formation Festival disparait avec la création de l'orchestre de Maxime Dounaïevski, que Nikolski accompagne au chant et à la guitare acoustique. En 1984-1986, il se produit avec le groupe Galaxie (en russe : Галактика) où il fait la connaissance du batteur Vitali Bondartchouk. Ensemble, ils créent le groupe Le Miroir du monde (en russe : Зеркало мира), en septembre 1986. Bondartchouk, au clavier et à la boîte à rythmes, est rejoint par le bassiste Igor Iachoukov et le choriste Arcadi Berezovski. Le Miroir du monde enregistre un seul et unique album où se mêlent de nouvelles compositions et des chansons du répertoire de Résurrection. Des musiciens partent, d'autre arrivent, ainsi Bondartchouk quitte-t-il le groupe tandis que Vitali Zaïkov (ex-Festival) à la guitare basse et Alexeï Maslov à la batterie le rejoignent-ils. Alexeï Maslov est ensuite remplacé par Andreï Rodine, puis par Igor Kostikov.
De 1986 à 2007, Nikolski joue de façon ponctuelle avec le groupe La Vieille garde (en russe : Старая гвардия), en parallèle à ses propres projets.
En 1987, il participe au clip En Bouclant la boucle (en russe : Замыкая круг) qui rassemble une vingtaine d'artistes de la scène pop et rock russe, interprétant le titre du chanteur Kris Kelmi. La même année le groupe de Kris Kelmi, l'Atelier Rock (en russe : Рок-ателье), sort l'album En Bouclant la boucle, qui contient ce titre ainsi que la chanson de Nikolski Ecoutes, la nuit (en russe : Слушай, ночь).
Le 18 février 1989, à Moscou, Nikolski participe au concert donné à l'occasion des « 10 ans du groupe Résurrection ». Le concert se tient au Droujba Multiplexe Arena du complexe olympique Loujniki. À la fin du spectacle, Alexeï Romanov, Constantin Nikolski, Andreï Sapounov et Mikhaïl Cheviakov reforment le groupe dans sa configuration de 1981 pour interpréter les derniers morceaux.

### Carrière solo

#### Les années 1990
« La veille du nouvel an 1990, j'ai emprunté 500 roubles à un voisin pour avoir quelque chose à mettre à table. Heureusement, j'ai presque aussitôt eu une proposition de concert et j'ai rapidement pu rechanter et rembourser ma dette. Mais je me rappelle cette peur mortelle : ma fille a 5 ans et il n’y a pas d’argent pour s'offrir un repas. J'ai 40 ans et je dois apparemment changer d'activité pour nourrir ma famille. Heureusement, le destin en a décidé autrement. »

— Constantin Nikolski.
Nikolski entame sa carrière solo en 1990 et sort son premier album, en cassette. Il est accompagné de musiciens avec lesquels il a déjà travaillé. Un an plus tard, il enregistre la chanson J'erre hors des sentiers battus (en russe : Я бреду по бездорожью) qui donne son nom à l'album. Celui-ci contient quatre chansons de Nikolski lui-même, trois dont les textes sont du poète portugais Fernando Pessoa et une d'un classique du poète espagnol Gustavo Adolfo Bécquer. Le disque vinyle sort en 1992 et le CD en 1994.
En 1991, il participe avec une vingtaine d'autres artistes au clip L'Hymne de l'URSS (en russe : Гимн СССР), version pop de l'Hymne de l'Union soviétique, par Igor Ougolnikov. Malgré les airs d'insouciance et de légèreté donnés par les artistes, l'éclatement de l'URSS est proche, qui survient à la fin de l'année.
En 1992, Romanov, Nikolski, Sapounov et Cheviakov, les membres du groupe Résurrection, se retrouvent pour un concert au Palais de la culture Gorbounov, à Moscou. La maison de disque Feelee sort l'album du concert.
En 1993, Constantin Nikolski participe au projet caritatif d'aide aux enfants atteints du cancer dans la région de Perm, Chansons pour Tania M (en russe : Песни для Тани М). Il écrit la chanson De l'amour à l'amour (en russe : От любви к любви). Grâce aux dons et à la contribution de nombreux artistes, le Centre d'oncologie pour enfants de Perm est construit.
En 1994, il écrit la chanson Ne me quitte pas (en russe : Не покидай меня) pour le groupe Rock Academy. Ce dernier reprend également le titre L'Orage (en russe : Гроза). Nikolski intervient à la guitare et guitare acoustique. Enregistré aux studios Mosfilm pour le label D.L.LOTA, l'album MCMXCIV de Rock Academy est mixé par l'ingénieur du son belge Jean-Marc Geuens et produit par Michel Drachoussoff.
Nikolski joue dans la première comédie musicale russe Le Magicien de la cité d'émeraude (en russe : Волшебник Изумрудного города), mise en scène par Andreï Morsine, d'après le livre éponyme d'Alexandre Volkov. Il y tient le rôle du personnage James Goodwin et interprète les solos de guitare.
Le 12 mars 1994, les membres de Résurrection se retrouvent pour une unique représentation. Le lendemain, Nikolski et Romanov donnent en duo un concert acoustique au Théâtre musical pour enfants Natalia Sats, à Moscou. La prestation est enregistrée sur un double CD. Mais le groupe Résurrection ne renaitra pas, et Nikolski souhaite avoir le contrôle sur ses chansons :

« Le plus intéressant est qu'il ne s'est rien passé [de grave] entre nous. Nous avons tenté de renaître, dans la meilleure configuration, mais cela n'a débouché sur rien. Aucun scandale, rien de tel. Le seul point, j'ai demandé aux « pères fondateurs » de ne pas reprendre mes chansons lors de leurs concerts. Parce que j'avais ma propre formation, avec laquelle je jouais. Cette histoire s'est passée en 1994. Bon, était-il possible d'accéder à ma demande ? En tout cas, ils ont continué à chanter mes chansons. Ils ont expliqué que c'était pour les gens, que le public le demandait. J'ai répondu : « Eh bien, dites-leur alors que Nikolski viendra les chanter, mais que ces chansons ne font pas partie de notre répertoire ». Mais apparemment ils craignaient, s'ils n'interprétaient pas Le Musicien, ou L'Oiseau de nuit, que les gens ne demandent de se faire rembourser leurs billets.
Par exemple, lorsqu'on me demande de jouer À qui la faute ? ou Sur le chemin des déceptions, je dis toujours qu'Alexeï Romanov en est l'auteur et qu'il les chantera quand il viendra. »

— Constantin Nikolski.
En septembre 1995, les dissensions entre Résurrection et Constantin Nikolski s'exposent en plein jour. Dans un communiqué de presse, les membres de Résurrection s'opposent à l'utilisation du nom du groupe, tandis que Nikolski interdit, lui, l'utilisation de ses chansons.
La même année, le label D.L.Lota publie, en édition limitée, le mini-album du groupe Échec commerciale (en russe : Коммерческий промах), constitué par Sergueï Chipilov, Kirill Essipov, Constantin Nikolski et Igor Kojine. L'album comporte quatre titres. Le CD, fabriqué en France, est introuvable.
En 1996, Nikolski sort l'album Regard sur le passé, nouvelle version de ses anciennes chansons. Pratiquement toutes font partie du répertoire de Résurrection, à deux exceptions près : Mon Oiseau blanc (en russe : Птицы белые мои) avec laquelle Nikolski fait ses débuts à la télévision, en juin 1984, au sein du groupe Le Miroir du monde, et Mon Ami, artiste et poète (en russe : Мой друг, художник и поэт), que beaucoup considèrent comme la meilleure chanson de Nikolski, et avec laquelle il ouvre habituellement ses concerts. Cette chanson est enregistrée pour la première fois en 1978, par le groupe Festival, elle est alors interprétée par Pavel Bogouche.

#### Les années 2000
En ce début des années 2000 Nikolski participe à différents concerts, commémorations ou anniversaires, tels les 30 ans du groupe des Fleurs.
Le 1er février 2001, il fête ses 50 ans et donne pour l'occasion deux concerts à guichets fermés au « Rossia », salle de concert centrale d'État. Parmi les invités figurent le groupe La Vieille garde, d'Alexandre Sikorski, et le chanteur Iouri Loza (également né un 1er février). Le double CD du concert sort le mois suivant.
Il collabore avec la jeune chanteuse Natalia Pouchkova, épouse de son ami Kirill Essipov, et lui permet d'interpréter deux de ses chansons, parmi les moins connues, sur son album Simplement... (en russe : Просто...). L'une d'entre elles est tirée du livre L'Ombre des arbres (en russe : Тень деревьев), œuvre traduite du français par Ilya Ehrenbourg. Il l'accompagne à la guitare, sur ses propres morceaux et sur le titre Simplement... pour lequel il apparaît également dans le clip tourné dans les studios « La Mouche », situés à Oufa.
Le 19 mars 2003, le projet « Russian Rock in Classic : Back From USSR » est présenté au Palais d'État du Kremlin. Les œuvres les plus célèbres du répertoire rock russe sont interprétées par l'orchestre symphonique dirigé par Wolf Gorelik. Andreï Makarevitch, Iouri Chevtchouk, Constantin Nikolski, le groupe Agatha Christie et d'autres assistent au concert. Les œuvres de Boris Grebenchtchikov, Garik Soukatchev, Viktor Tsoï sont jouées. La dernière lettre, de Viatcheslav Boutoussov, retentit dans le final. La version studio du projet est publiée sur CD.
En 2004, la compilation Je ne rêve que de ma vie (en russe : Мне только снится жизнь моя) est publiée, qui présente deux titres inédits. L'inscription « nouvelle chanson », sur la pochette du prochain « Best of » de l'artiste « le plus mélancolique du rock russe », semble lui faire esquisser un sourire triste, lui qui, de longues années durant, a vécu de ses anciens succès. Si les nouvelles compositions Je ne rêve que de ma vie et Nuage (en russe : Облако) ne réinventent pas Nikolski, les subtils arrangements des anciens tubes permettent néanmoins au disque de sonner différemment.
Le 1er février Nikolski participe cette fois au jubilé de Iouri Loza :

« Avant mon concert de jubilé, je suis allé voir la Première chaîne et leur ai dit que ce ne serait pas mal de le diffuser (à mes propres frais). On m'a demandé qui seraient les intervenants. J'ai dit que j'aurai Nikolaï Troubatch, Constantin Nikolski, Malejik... Naturellement, ni Baskov, ni Kirkorov, ni Pougatcheva n'étaient attendus à mon concert. [...] ils m'ont alors répondu qu'ils ne retransmettaient pas de concerts sans star à l'affiche. »

— Iouri Loza.
Ceci étant, deux CD et un DVD sont publiés, sous le titre Je sais rêver (en russe : Я умею мечтать). Lorsque Nikolski est sorti de scène, Loza a déclaré au public : « Il a catégoriquement refusé de chanter. Mais il a dit : « je vais jouer comme personne n'a encore jamais joué, sincèrement. » Écoutons. » Les solos improvisés par Nikolski sont tellement réussis que Iouri ne peut s'empêcher de s'exclamer : « Bravo ! Je n'ai pas de mots ! Constantin Nikolski est la guitare la plus intelligente de la CEI ! Qu'est-ce que Dire Straits là-bas ? Nikolski Constantin ! »
Les 1er et 2 février 2006, deux concerts intitulés « Anniversaire au clair de lune » (en russe : День рождения в лунном свете) sont donnés à la salle « Rossia », pour les 55 ans du chanteur. Nikolski y interprète toutes les chansons de son futur album.
Quelques mois après ce spectacle, Nikolski est victime d'un infarctus. Hospitalisé, l'enregistrement de l'album est interrompu. Ce dernier, intitulé Illusions (en russe : Иллюзии), sort à la fin septembre 2007,. Il comprend trois titres du groupe Le Miroir du monde que l'on ne trouvait que sur les disques live du groupe, et cinq nouvelles chansons, inspirées des poèmes de Fernando Pessoa ou écrites par Nikolski lui-même.
Le nouvel arrangement de Regard sur le passé, avec l'emploi du fuzz qui rend un son plus hard rock, inspire à Nikolski ce commentaire ironique : « Pratiquement du Deep Purple ». Les idées universelles ne vieillissent pas chez Nikolski, tout comme ses chansons sont sans âge, evergreen disent les anglo-saxons. Elles mêlent le lyrisme russe à la technicité et la précision du jeu à l'occidentale. Une chanson remplissant ces différentes caractéristiques peut sans crainte être attribuée à Nikolski.
En 2007, le label Soyouz sort l'album Anthologie (en russe : Антология), remastérisé par l'ingénieur du son Kirill Essipov.
Les chaînes de télévision veulent mettre ses chansons au générique de leurs programmes :

« J'ai été contacté par STS qui voulait utiliser ma chanson Mon ami, artiste et poète pour sa série La Trentaine. Selon mes interlocuteurs, j'aurais dû sauter de joie du canapé au plafond. Mais ça a été tout le contraire. Primo, une chanson que l'on ne peut plus entendre maintenant que sur mes disques ou en concert, serait diffusée quotidiennement à la télévision, jusqu'à l'épuisement. Secundo, on m'en propose une somme dérisoire (rien de terrible à ce que tout le monde le sache) soit mille dollars. Pour une chanson déjà enregistrée, connue depuis longtemps et qui ne nécessite aucune publicité. Diffusez-là simplement et c'est tout. Et pour tout cela Constantin, grands seigneurs, nous vous en offrons mille dollars. J'ai demandé : « Combien d'épisodes dans la série ? » Ils ont répondu : « Soixante-huit. » Voilà, dis-je, vous en prenez un « extrait » par épisode, autrement c'est non. Je plaisantais bien sûr, pour les faire mariner. En même temps, je ne voulais tout bonnement pas céder ma chanson à la série. »

— Constantin Nikolski.
Ses amis en plaisantent : « si Kostia recevait ne serait-ce qu'un kopeck pour chaque chanson, il serait déjà millionnaire. »
Constantin continue à se produire au cours de jam sessions avec d'anciens amis tels le guitariste de blues rock Levan Lomidze et son groupe Blues Cousins, Alexandre Sikorski et la Vieille Garde, Alexeï « White » Bélov et son groupe, jams qu'apprécie toujours le public moscovite.
En 2006, il participe au concert de jubilé de Levan Lomidze, « 15 Ans de blues sans compromis ».
Le 15 novembre 2009, dans une allocution donnée à Saint-Pétersbourg, Nikolski explique son refus de jouer avec le groupe au grand complet à cause des efforts que cela nécessite et de ses problèmes de santé. Deux mois auparavant, il a subi une opération du cœur très difficile et depuis ne boit plus ni ne fume plus.
Le 27 novembre 2009, il joue néanmoins au festival « Disco of the 80's » sur la scène de l'Olimpiisky Indoor Arena, à Moscou.
Le guitariste préféré de Nikolski est Gary Moore, déclaration faite dans l'émission La Matinale (en russe : Утро). L'influence de l'école irlandaise (du premier guitariste du groupe Thin Lizzy, Eric Bell, de Gary Moore et d'autres) est évidente dans les chansons Je suis moi-même de ceux-là... (en russe : Я сам из тех...), L'Oiseau de nuit, Une Fleur à la fenêtre (en russe : Цветок у окна). Nikolski est également influencé par Mark Knopfler, influence que l'on retrouve dans le titre De l'amour à l'amour issu de l'album J'erre hors des sentiers battus. Nikolski apprécie également Robben Ford, le groupe Jethro Tull, Eric Clapton, George Harrison, B. B. King.

« Je suis moi-même de ceux-là... Cette chanson, comme l'a admis le compositeur, a été écrite dans des conditions tout à fait spéciales. « Je ne le souhaite à personne. Je ne voulais pas vivre, c'est lâche de le dire. J'ai longtemps souffert, puis j'ai écrit une chanson, et tout est parti. »

— Komsomolskaïa Pravda, le 25 novembre 2009.

#### Les années 2010
Le 6 mars 2010, Nikolski participe au concert anniversaire des Fleurs qui fêtent leurs 40 ans au Crocus city hall de Moscou.
Le 3 février 2011, il célèbre son 60e anniversaire à la Maison internationale de la musique de Moscou, accompagné de sa fille Ioulia Nikolskaïa, au chant, et du guitariste Igor Kojine. Ils reprennent ses succès, des compositions de l'album Illusions, ainsi que des chansons inédites. Sans promotion ni participation aux grandes fêtes ou festivals musicaux, Nikolski arrive lors de ses représentations à remplir les salles de diverses villes de Russie.
Il est l'invité spécial de la 3e édition du festival écologique « La Piste de décollage » qui se tient à Joukovski, le 14 août 2011. Cet événement s'inscrit dans le cadre des célébrations du 100e anniversaire de l'aviation russe, du 75e anniversaire du vol sans escale de Valeri Tchkalov et du 50e anniversaire du premier vol d'un homme dans l'espace par Youri Gagarine.
Le 10 décembre 2011, il est en concert à Donetsk, en Ukraine. Au journaliste qui lui demande à quel genre appartient la musique de Constantin Nikolski, il répond : « À mon avis, ce genre s'appelle Constantin Nikolski ». Il avoue ne pas être fan de football, être plutôt romantique, apolitique, et doté d'un humour subtil. Il parle chaleureusement du musicien Gary Moore dont il joue un morceau de guitare,.
En juin 2012, en concert au philharmonique de Samara, Nikolski commente le 50e anniversaire de Viktor Tsoï : « Je ne le connaissais pas. Et je n'ai pas trop de sympathie pour son travail car je n'y vois rien de mélodieux. Nous avons été éduqués différemment, ce n'est pas ma faute ». Un fan demande quand il le verra au festival de musique Grouchine, qui se tient justement à Samara : « Jamais. » rétorque Nikolski. « Après tout, le Festival de Grouchine est le lieu de rassemblement des bardes ? C'est ça ? Il y a de cela longtemps, en 1972, je travaillais comme ingénieur du son à la télé. Comme partout à l'époque il y avait des clubs amateurs, notamment un club de chant pour étudiants. Et me voilà un beau jour, lors d'une sortie dans la nature organisée par ce club, autour d'un feu, jouant un de mes airs à la guitare. Au passage, je joue encore cette chanson en concert. Et eux de me dire : « Rentre chez toi, d'abord ! » Je suis parti. [...] Au festival « Rock sur la Volga » il n'y avait pas de tels solos de guitare n'est-ce pas ? Je m'imagine une espèce en voie de disparition. Maintenant, personne ne veut apprendre à jouer de quoi que ce soit. Tout le monde veut presser un bouton et sauter sur scène».
Le 24 novembre 2012, il joue avec sa fille Ioulia, âgée de 27 ans, au 11e festival « Disco of the 80's », sur la scène de l'Olimpiisky.
En 2013, il cesse sa collaboration avec Igor Kojine.
En 2014, en raison des événements en Ukraine, les concerts de Kiev et Kharkov sont annulés. « Je ne veux pas avoir affaire aux journalistes ukrainiens » déclare Nikolski.
Le 22 mars 2015, lors de l'émission « Rencontre avec Constantin Nikolski » de Vladimir Matetski, sur radio Mayak, le musicien interprète deux chansons en live : La journée passée (en russe : Прошедший день) et Mon oiseau blanc. Il se dit critique envers internet et les réseaux sociaux.
En 2017 parait le livre Résurrection, écrit par l'auteur Sergueï Mirov. Nikolski étant contre la publication de l'ouvrage, son nom n'est jamais cité, ou alors par la circonlocution Celui-qu-il-est-interdit-de-nommer (en russe : Тот-кого-нельзя-называть ou plus simplement ТКНН).
Le 25 novembre 2017, il participe au 16e festival « Disco of the 80's », sur la scène de l'Olimpiiski, événement sponsorisé par la station Autoradio (en russe : Авторадио).
Lors de ses concerts, Nikolski joue de la guitare électro-acoustique Gibson Chet Atkins SST avec des cordes en nylon.

## Famille
Constantin Nikolski a épousé sa camarade de classe, Marina, étudiante comme lui en physique et mathématique. Ils se sont perdus de vue pendant de longues années après leurs études, avant de se marier. Ils ont une fille, Ioulia, née le 13 janvier 1985. Elle accompagne son père au chant lors de ses tournées ou concerts anniversaires,,,,. Ioulia est diplômée d'une école de musique, en piano. Elle a étudié à l'Université linguistique d'État de Moscou.

« Je suis content qu'elle se soit choisi une activité musicale, mais je ne veux pas qu'elle suive mes pas. Ioulia doit suivre sa voie de façon autonome dans cette affaire, sans mon aide. Ma fille écoutait toujours d'autres musiques à la maison, et à l'école elle n'avait personne avec qui en parler. Une fois elle est allée au centre commercial Gorbouchka, et je lui ai conseillé d'acheter l'album Blow by Blow de 1975 de Jeff Beck. L'oncle qui lui a vendu le disque l'a regardée : « Jeune fille, d'où connais-tu ça ? » Et elle de répondre : « Mon père joue de la guitare. »

— Constantin Nikolski

## Discographie partielle

### Carrière solo
Albums studio
- 1992 — J'erre hors des sentiers battus
- 1996 — Regard sur le passé
- 2007 — Illusions

Concert
- 2001 — 50. Concert de Jubilé à la salle de concert centrale d'État «Rossia»

Compilations
- 1994 — Chansons pour Tania M. Le monde des contes
- 2004 — Je ne rêve que de ma vie
- 2007 — Anthologie

### Résurrection
Album studio
- 1981 — Résurrection 2

Concert
- 1994 — Concert à la maison de la Culture MecTech

### Le Miroir du monde
Album studio
- 1987 — Le miroir du monde

### Rock Academy
Album studio
- 1994 — MCMXCIV

### Atelier Rock
Compilation
- 1987 — En bouclant la boucle

### Festival
Albums studio
- 1978 — Festival
- 1981 — Un chanteur heureux

### Les Fleurs
Concerts
- 2005 — Nostalgie du vrai. Concert anniversaire avec la participation d'invités
- 2011 — Ouvre ta fenêtre. Disque 2 Les Fleurs - 40 ans

### Natalia Pouchkova
Album studio
- 2001 — Simplement...

### Iouri Loza
Concert
- 2004 — Je sais rêver